# 宋玉生
宋玉生博士（葡萄牙語：Carlos Augusto Corrêa Paes d’Assumpção；1929年3月1日—1992年4月20日），葡屬澳門律師、政治家，《澳門論壇報》創辦人。

## 生平
1929年生于澳门，1946-1951年赴葡萄牙科英布拉大学修读法律並且於1951-1952年間擔任大學學生會理事會主席。1956年返澳门当执业律师。1969-1972年，任澳门立法委员会委员。葡萄牙康乃馨革命后，1974年6月，他与前全国人民行动党员，组织了澳门中上层土生葡人的政治组织澳门公民协会，并担任主席。1976年，在第一届立法会选举中，以“公民协会”候选人当选为议员。并成为立法会主席。1980年3月，联同“公民协会”的议员，在葡社会民主中心党的支持下提出修改《澳门组织章程》草案，拟改变澳門政制，后因反对未能通过。同年的第二届立法会选举，再代表“公民协会”当选为议员，仍任主席。
1984年2月，和“公民协会”的立法议员。与当时的澳督高斯達在立法会颁布法令的权限问题上意见严重分歧，导致澳督要求葡国总统解散立法会，並在同年8月，進行澳門歷史上唯一一次，因立法會遭解散所觸發的改選，第三度当选並重任立法会主席，1988年9月，在第四届立法会选举中连任议员、立法会主席，同年9月，获委任为澳门特别行政区基本法起草委员。
澳門有多處地方以他的名字命名，包括有宋玉生公園、宋玉生廣場等。在氹仔新濠鋒酒店前方，毗連宋玉生博士圓形地設有宋玉生博士半身人像，由荷花叢包圍，刻有宋玉生的生平頒辭。
1992年4月20日，宋玉生因肺癌病逝於香港瑪麗醫院，享年63歲。

## 相關

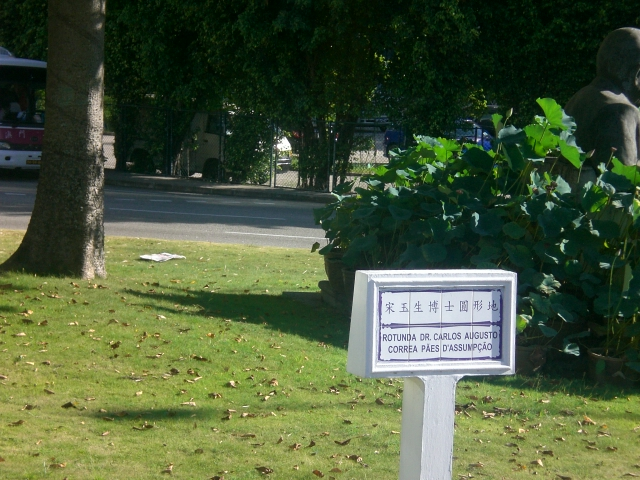
宋玉生博士圓形地

- 何賢公園
- 宋玉生公園站
- 新濠博亞博彩(澳門)股份有限公司
- 林綺濤
- 藝園
- 鏡湖醫院

## 外部連結
- 宋玉生喪禮（页面存档备份，存于）